# Војска спаса
Војска спаса (енгл. The Salvation Army, TSA) је међународни мисионарски покрет који се првобитно звао „Хришћанска мисија”. Основао га је 1865. године у Лондону свештеник-методист Вилијам Бут, а свој данашњи назив добија 1878. Обично се дефинише као заступник ултраконзервативног протестантизма. Услови за учлањење у ову организацију подразумевају прихватање њених учења, уздржавање од алкохола и обавезу одлучног придржавања војних принципа деловања. Чланови су подељени на официре и војнике. Не упражњавају се никакве свете тајне већ се наглашава јавно сведочење и милтилантни евангелизам. Припадници ове организације однедавно се називају „Међународни религиозни милосрдни покрет”. Он делује по узору на војну организацију и огранак су Хришћанске вере. Тренутни међународни вођа Војске спаса и главни извршни директор је генерал Брајан Педл, којег је Високо веће Војске спаса изабрало 3. августа 2018.
Организација извештава да има светско чланство од преко 1,7 милиона, који се састоји од војника, официра и присталица заједнички познатих као Салвационисти. Њени оснивачи настојали су да донесу спасење сиромашнима, беспомоћним и гладнима задовољавајући њихове „физичке и духовне потребе“. Ова организација је присутна је у 132 земље, где се бави вођењем добротворних радњи, склоништа за бескућнике и помагањем у катастрофама и пружању хуманитарне помоћ земљама у развоју.
Теологија Војске спаса изведена је из методизма, иако је особина у погледу институција и пракси. Карактеристично својство Војске спаса је употреба титула изведених из војних редова, попут „поручник“ или „мајор“. Овај покрет не слави обреде крштења и причешћа. Међутим, доктрина Војске је иначе типична за цркве светости у веслијско-арминовској традицији. Сврхе војске су „унапређење хришћанске религије ... образовања, умањење сиромаштва и други добротворни циљеви корисни за друштво или заједницу човечанства у целини“.
У Београду је 1934. постојала канцеларија Војске, у Жоржа Клемансоа 42, као и у Земуну, у ул. Краља Петра.